# 서희주
서희주(1993년 11월 18일~)는 대한민국의 우슈 종목 국가대표이다. 2014 인천 아시안게임에서 3위로 동메달을 받았으며, '얼짱 검객'이라는 별명을 얻었다.

## 같이 보기
- 우슈